# Catherine Martin (polityk)
Catherine Martin (ur. 7 grudnia 1972 w Monaghan) – irlandzka polityk, nauczycielka i samorządowiec, zastępczyni lidera Partii Zielonych, deputowana, w latach 2020–2025 minister.

## Życiorys
Absolwentka Maynooth University, przez kilkanaście lat pracowała jako nauczycielka języka angielskiego i muzyki. Dołączyła do Partii Zielonych, krótko zasiadała w radzie hrabstwa Monaghan. W 2011 została zastępczynią Eamona Ryana, lidera swojego ugrupowania, pełniła tę funkcję do 2024. W 2014 weszła w skład rady hrabstwa Dún Laoghaire-Rathdown. W 2016 po raz pierwszy została wybrana do Dáil Éireann. Z powodzeniem ubiegała się o poselską reelekcję w 2020.
W czerwcu 2020 objęła stanowisko ministra do spraw mediów, turystyki, sztuki, kultury i sportu oraz odpowiedzialnego za Gaeltacht, dołączając do rządu Micheála Martina. Pozostała na tej funkcji w grudniu 2022, gdy nowym premierem zgodnie z porozumieniem koalicyjnym został Leo Varadkar. Utrzymała ją również w utworzonym w kwietniu 2024 gabinecie Simona Harrisa; urząd ministra sprawowała do stycznia 2025.

## Życie prywatne
Jest mężatką; jej mąż Francis Noel Duffy również został deputowanym. Ma troje dzieci. W działalność Zielonych zaangażował się także jej brat Vincent P. Martin.